# Greve af Rosenborg
Greve af Rosenborg er en arvelig adelstitel, der siden 1914 har været tildelt danske prinser, der i forbindelse med deres ægteskab med ikke-fyrstelige har frasagt sig deres øvrige titler og arveret til tronen. Greverne af Rosenborg mistede dermed arveretten til den danske trone for sig selv og deres eventuelle efterkommere.
Dette har kun været en tradition og har ikke været nedskrevet i nogen lov; monarken har sammen med regeringen kunnet beslutte, hvem der var i tronfølgen. Denne praksis har ændret sig i Dronning Margrethes regeringstid, da det er blevet accepteret, at både Prins Joachim og Kronprins Frederik har giftet sig ikke-fyrsteligt uden at miste deres pladser i arvefølgen. Titlen Greve af Rosenborg har således ikke været tildelt i Dronning Margrethes regeringstid.
Den første tildeling af titlen var Prins Aage i 1914, og den seneste var Prins Christian i 1971.

## Titulatur og placering i rangfølgen
De prinser, der frasagde sig titlen og blev grever af Rosenborg, har prædikatet Hans Excellence (H.E.), og tilhører rangfølgens klasse 1.
Børn til Aage, Erik, Viggo, Flemming, Oluf, Ingolf og Christian, som enten får titlen greve eller komtesse af Rosenborg, er tillagt rang og sæde i 2. rangklasse, nr. 2.
Døtre af greverne af Rosenborg får titel af komtesse af Rosenborg.
Der har været syv prinser, der på denne måde er udtrådt af kongehusets arvefølge, hvilket har resulteret i fem linjer af grever af Rosenborg.
Svenske prinser, som gifter sig under deres stand, har traditionelt tilsvarende modtaget den luxembourgske titel "greve af Wisborg".

## Linjer

### Prins Aages linje (†)
Prins Aage, søn af Prins Valdemar og sønnesøn af Christian 9., giftede sig i 1914 med Mathilde di Bergolo. Linjen uddøde i mandslinjen i 1995.

### Prins Eriks linje
Prins Erik, søn af Prins Valdemar og sønnesøn af Christian 9., giftede sig i 1924 med Lois Frances Booth.

### Prins Viggo (†)
Prins Viggo, søn af Prins Valdemar og sønnesøn af Christian 9., giftede sig i 1924 med Eleanor Margaret Green. Ægteskabet var barnløst, så der blev ingen "Prins Viggos linje".

### Prins Flemmings linje
Prins Flemming, søn af Prins Axel og sønnesøn af Prins Valdemar, giftede sig i 1949 med Ruth Nielsen.

### Prins Olufs linje
Prins Oluf, søn af Prins Harald og sønnesøn af Frederik 8., giftede sig i 1948 med Dorrit Puggaard-Müller.

### Prins Ingolfs linje
Prins Ingolf, søn af Arveprins Knud og sønnesøn af Christian 10., giftede sig i 1968 med Inge Terney (død 1996). Ingolf af Rosenborg giftede sig anden gang i 1998 med Sussie Hjorhøy Pedersen. Der er ingen børn af disse to ægteskaber.

### Prins Christians linje (†)
Prins Christian, søn af Arveprins Knud og sønnesøn af Christian 10., giftede sig i 1971 med Anne Dorte Maltoft Nielsen. Linjen uddøde i mandslinjen i 2013.